# エアポート フライト323
『エアポート フライト323』（NTSB: The Crash of Flight 323）は、2004年にアメリカ合衆国で放映されたテレビ映画（パニック映画）。日本では、2005年にスター・チャンネルで『NTSB/323便の謎を追え!』のタイトルで放映。また標記タイトルで、アルバトロス株式会社よりDVDが発売された。

## あらすじ
連邦航空323便が、バーバンクにて原因不明の墜落事故を起こす。
国家運輸安全委員会のカミングスは、この事故の原因を解明すべく調査に乗り出すが、FBIが自爆テロを疑い、捜査に介入してくる。機体を所有していた連邦航空は責任から逃れるために情報を隠蔽し、遺族は苛立ちを募らせていく。生還した副操縦士は操縦ミスを疑われていると思いこみ、証言を拒む。
様々な思いが交錯する中で、二度と事故を起こすまいと必死の捜査を行っていたカミングスは、ついに事故の原因を突き止める……。

## スタッフ
- 監督：ジェフ・ブレックナー
- 製作総指揮：ビル・ケイン、ロブ・シャイドリンジャー
- 脚本：ビル・ケイン
- 音楽：ジェイ・ファーガソン
- 撮影：デヴィッド・フランコ
- 編集：ジェフリー・ローランド

## キャスト
- アル・カミングス：マンディ・パティンキン
- サイラス：ケヴィン・ダン
- 副操縦士：ロジャー・R・クロス
- トニー：フランク・カッシーニ
- ハブ・ウェバー：ブレット・カレン
- アニタ：イザベラ・ホフマン
- マグレガー：ブライアン・マーキンソン
- ：エリザベス・シェパード
- ：ティラ・フェレル
- プライス：エリック・クロース

## 注
1. ↑  この作品は、『大空港』に始まる「エアポート・シリーズ」とは関係がない。また、アルバトロス株式会社は、他にもエアポートを冠したタイトルでソフトを発売しているが、それらの作品とも制作上直接の関係はない。